# Ер'юань
26°06′49″ пн. ш. 99°57′04″ сх. д. / 26.11351° пн. ш. 99.95105° сх. д.
Ер'юань (кит. 洱源县, пін. Ĕryuán Xiàn) — один із повітів КНР у складі Далі-Байської автономної префектури, провінція Юньнань. Адміністративний центр — містечко Цзібіху.

## Географія
Ер'юань лежить на висоті понад 2000 метрів над рівнем моря на заході Юньнань-Гуйчжоуського плато.

### Клімат
Повіт знаходиться у зоні, котра характеризується океанічним кліматом субтропічних нагір'їв. Найтепліший місяць — червень із середньою температурою 20,5 °C. Найхолодніший місяць — січень, із середньою температурою 7,4 °С.
| Клімат повіту Ер'юань   | Клімат повіту Ер'юань | Клімат повіту Ер'юань | Клімат повіту Ер'юань | Клімат повіту Ер'юань | Клімат повіту Ер'юань | Клімат повіту Ер'юань | Клімат повіту Ер'юань | Клімат повіту Ер'юань | Клімат повіту Ер'юань | Клімат повіту Ер'юань | Клімат повіту Ер'юань | Клімат повіту Ер'юань | Клімат повіту Ер'юань |
| Показник                | Січ.                  | Лют.                  | Бер.                  | Квіт.                 | Трав.                 | Черв.                 | Лип.                  | Серп.                 | Вер.                  | Жовт.                 | Лист.                 | Груд.                 | Рік                   |
| Середній максимум, °C   | 15,8                  | 17,3                  | 20,1                  | 22,6                  | 24,7                  | 25,3                  | 24,6                  | 24,4                  | 23,3                  | 21,8                  | 18,5                  | 16,2                  | 21,2                  |
| Середня температура, °C | 7,4                   | 9,2                   | 12                    | 15                    | 18,4                  | 20,5                  | 20,1                  | 19,3                  | 17,7                  | 15,1                  | 10,8                  | 7,6                   | 14,4                  |
| Середній мінімум, °C    | −0,4                  | 1,3                   | 4,1                   | 7,2                   | 11,9                  | 16,4                  | 16,6                  | 15,7                  | 13,8                  | 9,9                   | 4,4                   | 0,3                   | 8,4                   |
| Норма опадів, мм        | 6.6                   | 10.6                  | 15.7                  | 15.3                  | 53.9                  | 95.7                  | 152.4                 | 155                   | 116                   | 69                    | 18.9                  | 5.1                   | 714.2                 |
| Вологість повітря, %    | 56                    | 53                    | 52                    | 56                    | 61                    | 71                    | 79                    | 83                    | 83                    | 76                    | 69                    | 64                    | 66.9                  |
| ----------------------- | --------------------- | --------------------- | --------------------- | --------------------- | --------------------- | --------------------- | --------------------- | --------------------- | --------------------- | --------------------- | --------------------- | --------------------- | --------------------- |
| Джерело: data.cma.cn    |                       |                       |                       |                       |                       |                       |                       |                       |                       |                       |                       |                       |                       |